# Pallacanestro ai Giochi della XXVIII Olimpiade - Torneo maschile

## Risultati

### Fase a gironi

#### Gruppo A
|    | Squadra             | Pt | G | V | P | PF  | PS  | DP  |
| -- | ------------------- | -- | - | - | - | --- | --- | --- |
| 1. | Spagna              | 10 | 5 | 5 | 0 | 405 | 349 | +56 |
| 2. | Italia              | 8  | 5 | 3 | 2 | 371 | 341 | +30 |
| 3. | Argentina           | 8  | 5 | 3 | 2 | 414 | 396 | +18 |
| 4. | Cina                | 7  | 5 | 2 | 3 | 303 | 382 | -79 |
| 5. | Nuova Zelanda       | 6  | 5 | 1 | 4 | 399 | 413 | -14 |
| 6. | Serbia e Montenegro | 6  | 5 | 1 | 4 | 377 | 388 | -11 |

##### Risultati
1ª giornata
| Atene 15 agosto 2004, ore 11:15 | Italia | 71 – 69 referto | Nuova Zelanda | Helliniko Olympic Arena |

| Atene 15 agosto 2004, ore 14:30 | Cina | 58 – 83 referto | Spagna | Helliniko Olympic Arena |

| Atene 15 agosto 2004, ore 16:45 | Argentina | 83 – 82 referto | Serbia e Montenegro | OAKA |

2ª giornata
| Atene 17 agosto 2004, ore 09:00 | Nuova Zelanda | 62 – 69 referto | Cina | Helliniko Olympic Arena |

| Atene 17 agosto 2004, ore 16:45 | Serbia e Montenegro | 74 – 72 referto | Italia | Helliniko Olympic Arena |

| Atene 17 agosto 2004, ore 20:00 | Spagna | 87 – 76 referto | Argentina | Helliniko Olympic Arena |

3ª giornata
| Atene 19 agosto 2004, ore 09:00 | Serbia e Montenegro | 87 – 90 referto | Nuova Zelanda | Helliniko Olympic Arena |

| Atene 19 agosto 2004, ore 11:15 | Italia | 63 – 71 referto | Spagna | OAKA |

| Atene 19 agosto 2004, ore 20:00 | Argentina | 82 – 57 referto | Cina | Helliniko Olympic Arena |

4ª giornata
| Atene 21 agosto 2004, ore 11:15 | Spagna | 76 – 68 referto | Serbia e Montenegro | Helliniko Olympic Arena |

| Atene 21 agosto 2004, ore 14:30 | Nuova Zelanda | 94 – 98 referto | Argentina | Helliniko Olympic Arena |

| Atene 21 agosto 2004, ore 16:45 | Cina | 52 – 89 referto | Italia | Helliniko Olympic Arena |

5ª giornata
| Atene 23 agosto 2004, ore 09:00 | Spagna | 88 – 84 referto | Nuova Zelanda | Helliniko Olympic Arena |

| Atene 23 agosto 2004, ore 16:45 | Serbia e Montenegro | 66 – 67 referto | Cina | Helliniko Olympic Arena |

| Atene 23 agosto 2004, ore 20:00 | Italia | 76 – 75 referto | Argentina | Helliniko Olympic Arena |

#### Gruppo B
|    | Squadra     | Pt | G | V | P | PF  | PS  | DP   |
| -- | ----------- | -- | - | - | - | --- | --- | ---- |
| 1. | Lituania    | 10 | 5 | 5 | 0 | 468 | 414 | +54  |
| 2. | Grecia      | 8  | 5 | 3 | 2 | 389 | 343 | +46  |
| 3. | Porto Rico  | 8  | 5 | 3 | 2 | 410 | 411 | -1   |
| 4. | Stati Uniti | 8  | 5 | 3 | 2 | 418 | 389 | +29  |
| 5. | Australia   | 6  | 5 | 1 | 4 | 383 | 411 | -28  |
| 6. | Angola      | 5  | 5 | 0 | 5 | 321 | 421 | -100 |

##### Risultati
1ª giornata
| Atene 15 agosto 2004, ore 9:00 | Angola | 73 – 78 referto | Lituania | Helliniko Olympic Arena |

| Atene 15 agosto 2004, ore 20:00 | Porto Rico | 92 – 73 referto | Stati Uniti | Helliniko Olympic Arena |

| Atene 15 agosto 2004, ore 22:15 | Grecia | 76 – 54 referto | Australia | Helliniko Olympic Arena |

2ª giornata
| Atene 17 agosto 2004, ore 11:15 | Australia | 83 – 59 referto | Angola | Helliniko Olympic Arena |

| Atene 17 agosto 2004, ore 14:30 | Lituania | 98 – 90 referto | Porto Rico | Helliniko Olympic Arena |

| Atene 17 agosto 2004, ore 22:15 | Stati Uniti | 77 – 71 referto | Grecia | Helliniko Olympic Arena |

3ª giornata
| Atene 19 agosto 2004, ore 14:30 | Stati Uniti | 89 – 79 referto | Australia | Helliniko Olympic Arena |

| Atene 19 agosto 2004, ore 16:45 | Porto Rico | 83 – 80 referto | Angola | Helliniko Olympic Arena |

| Atene 19 agosto 2004, ore 22:15 | Grecia | 76 – 98 referto | Lituania | Helliniko Olympic Arena |

4ª giornata
| Atene 21 agosto 2004, ore 9:00 | Australia | 82 – 87 referto | Porto Rico | Helliniko Olympic Arena |

| Atene 21 agosto 2004, ore 20:00 | Lituania | 94 – 90 referto | Stati Uniti | Helliniko Olympic Arena |

| Atene 21 agosto 2004, ore 22:15 | Angola | 56 – 88 referto | Grecia | Helliniko Olympic Arena |

5ª giornata
| Atene 23 agosto 2004, ore 11:15 | Lituania | 100 – 85 referto | Australia | Helliniko Olympic Arena |

| Atene 23 agosto 2004, ore 22:15 | Stati Uniti | 89 – 53 referto | Angola | Helliniko Olympic Arena |

| Atene 23 agosto 2004, ore 20:00 | Grecia | 78 – 58 referto | Porto Rico | Helliniko Olympic Arena |

### Fase finale

#### Piazzamenti 9º-12º posto
Spareggio 11º-12º posto
| Squadra 1           | Risultato | Squadra 2 |
| ------------------- | --------- | --------- |
| Serbia e Montenegro | 85-62     | Angola    |

Spareggio 9º-10º posto
| Squadra 1     | Risultato | Squadra 2 |
| ------------- | --------- | --------- |
| Nuova Zelanda | 80-98     | Australia |

##### Risultati
| Atene 24 agosto 2004, ore 14:30 | Serbia e Montenegro                 | 85 – 62 (18-10, 34-25, 61-44) referto | Angola | Helliniko Olympic Arena (3.625 spett.)\| Arbitri: \| Vicente Bultó Alejandro César Chiti \| |
| Arbitri:                        | Vicente Bultó Alejandro César Chiti |                                       |        |                                                                                             |

| Atene 24 agosto 2004, ore 16:45 | Nuova Zelanda                       | 80 – 98 (15-28, 34-48, 52-74) referto | Australia | Helliniko Olympic Arena (4.250 spett.)\| Arbitri: \| Zoran Šutulović Vladimir Okhrimenko \| |
| Arbitri:                        | Zoran Šutulović Vladimir Okhrimenko |                                       |           |                                                                                             |

#### Quarti di finale
| Squadra 1 | Risultato | Squadra 2   |
| --------- | --------- | ----------- |
| Spagna    | 94-102    | Stati Uniti |
| Lituania  | 95-75     | Cina        |
| Italia    | 83-70     | Porto Rico  |
| Grecia    | 64-69     | Argentina   |

##### Risultati
| Atene 26 agosto 2004, ore 14:30 | Spagna                            | 94 – 102 (25-25, 43-44, 67-74) referto | Stati Uniti | OAKA (14.500 spett.)\| Arbitri: \| José Jeremías Reyes Michael Aylen \| |
| Arbitri:                        | José Jeremías Reyes Michael Aylen |                                        |             |                                                                         |

| Atene 26 agosto 2004, ore 16:45 | Lituania                          | 95 – 75 (25-19, 53-37, 74-57) referto | Cina | OAKA (14.500 spett.)\| Arbitri: \| Mike Homsy Christos Christodoulou \| |
| Arbitri:                        | Mike Homsy Christos Christodoulou |                                       |      |                                                                         |

| Atene 26 agosto 2004, ore 20:00 | Italia                              | 83 – 70 (23-20, 41-35, 60-42) referto | Porto Rico | OAKA (14.500 spett.)\| Arbitri: \| Vicente Bultó Alejandro César Chiti \| |
| Arbitri:                        | Vicente Bultó Alejandro César Chiti |                                       |            |                                                                           |

| Atene 26 agosto 2004, ore 22:15 | Grecia                                     | 64 – 69 (14-22, 35-29, 53-53) referto | Argentina | OAKA (14.500 spett.)\| Arbitri: \| Carlos Renato dos Santos Giampaolo Cicoria \| |
| Arbitri:                        | Carlos Renato dos Santos Giampaolo Cicoria |                                       |           |                                                                                  |

#### Piazzamenti 5º-8º posto
Spareggio 7º-8º posto
| Squadra 1 | Risultato | Squadra 2 |
| --------- | --------- | --------- |
| Cina      | 76-92     | Spagna    |

Spareggio 5º-6º posto
| Squadra 1  | Risultato | Squadra 2 |
| ---------- | --------- | --------- |
| Porto Rico | 75-85     | Grecia    |

##### Risultati
| Atene 28 agosto 2004, ore 9:00 | Cina                                          | 76 – 92 (21-25, 32-42, 50-75) referto | Spagna | OAKA (8.200 spett.)\| Arbitri: \| Alejandro César Chiti Virginijus Dovidavičius \| |
| Arbitri:                       | Alejandro César Chiti Virginijus Dovidavičius |                                       |        |                                                                                    |

| Atene 28 agosto 2004, ore 11:15 | Porto Rico               | 75 – 85 (15-25, 36-44, 56-66) referto | Grecia | OAKA (14.500 spett.)\| Arbitri: \| Mike Homsy Michael Aylen \| |
| Arbitri:                        | Mike Homsy Michael Aylen |                                       |        |                                                                |

#### Semifinali
| Squadra 1 | Risultato | Squadra 2   |
| --------- | --------- | ----------- |
| Italia    | 100-91    | Lituania    |
| Argentina | 89-81     | Stati Uniti |

##### Risultati
| Atene 27 agosto 2004, ore 22:15 | Italia                                | 100 – 91 (20-26, 49-43, 73-63) referto | Lituania | OAKA (14.500 spett.)\| Arbitri: \| Reynaldo Mercedes José Aníbal Carrión \| |
| Arbitri:                        | Reynaldo Mercedes José Aníbal Carrión |                                        |          |                                                                             |

| Atene 27 agosto 2004, ore 20:00 | Argentina                     | 89 – 81 (24-20, 43-38, 70-57) referto | Stati Uniti | OAKA (14.500 spett.)\| Arbitri: \| Vicente Bultó Zoran Šutulović \| |
| Arbitri:                        | Vicente Bultó Zoran Šutulović |                                       |             |                                                                     |

#### Finali

##### Finale 3º-4º posto
| Atene 28 agosto 2004, ore 20:00 | Lituania                                | 96 – 104 (24-24, 44-49, 71-74) referto | Stati Uniti | OAKA (14.500 spett.)\| Arbitri: \| Pablo Alberto Estévez Giampaolo Cicoria \| |
| Arbitri:                        | Pablo Alberto Estévez Giampaolo Cicoria |                                        |             |                                                                               |

##### Finale 1º-2º posto
| Arbitri: | Carlos Renato dos Santos Lazaros Voreadis |

| |            | |
| Pozzecco, Soragna 12                                                                                              | Punti      | 25 Scola |
| Rombaldoni 2 | Assist     | 6 Ginóbili |
| Garri 6 | Rimbalzi   | 11 Scola |
| Bulleri, Basile, Soragna, Galanda, Marconato Pozzecco, Radulović, Righetti, Rombaldoni, Chiacig, Garri n.e.: Mian | Formazioni | Sánchez, Ginóbili, Nocioni, Scola, Wolkowyski Montecchia, Fernández, Sconochini, Delfino n.e.: Oberto, Herrmann, L.Gutiérrez |
| Carlo Recalcati                                                                                                   | Allenatori | Rubén Magnano |

## Classifica finale
| Campione olimpico | Campione olimpico   | Campione olimpico |
| --- | ------------------- | --- |
| Argentina4 Sánchez, 5 Ginóbili, 6 Montecchia, 7 Oberto, 8 Herrmann, 9 Fernández, 10 Sconochini, 11 Scola, 12 Gutiérrez, 13 Nocioni, 14 Delfino, 15 Wolkowyski, All. Rubén Magnano |                     | |
| Argento | Italia              | Italia4 Radulović, 5 Basile, 6 Galanda, 7 Soragna, 8 Marconato, 9 Pozzecco, 10 Righetti, 11 Rombaldoni, 12 Bulleri, 13 Mian, 14 Chiacig, 15 Garri, All. Carlo Recalcati                                 |
| Bronzo | Stati Uniti         | Stati Uniti4 Iverson, 5 Marbury, 6 Wade, 7 Boozer, 8 Anthony, 9 James, 10 Okafor, 11 Marion, 12 Stoudemire, 13 Duncan, 14 Odom, 15 Jefferson, All. Larry Brown                                          |
| 4. | Lituania            | Lituania4 Ginevičius, 5 M. Žukauskas, 6 Macijauskas, 7 Štombergas, 8 Šiškauskas, 9 Songaila, 10 Slanina, 11 E. Žukauskas, 12 Lavrinovič, 13 Jasikevičius, 14 Šalenga, 15 Javtokas, All. Antanas Sireika |
| 5. | Grecia              | Grecia4 Alvertīs, 5 Papaloukas, 6 Zīsīs, 7 Papanikolaou, 8 Spanoulīs, 9 Fōtsīs, 10 Chatzīvrettas, 11 Ntikoudīs, 12 Tsartsarīs, 13 Diamantidīs, 14 Papadopoulos, 15 Kakiouzīs, All. Panagiōtīs Giannakīs |
| 6. | Porto Rico          | Porto Rico4 Ortiz, 5 Casiano, 6 Hatton, 7 Arroyo, 8 Apodaca, 9 Dalmau, 10 Ayuso, 11 Ramos, 12 Hourruitiner, 13 Fajardo, 14 Rivera, 15 Santiago, All. Julio Toro                                         |
| 7. | Spagna              | Spagna4 Gasol, 5 Iturbe, 6 Comas, 7 Navarro, 8 Calderón, 9 Reyes, 10 Jiménez, 11 Yebra, 12 Dueñas, 13 Fernández, 14 de la Fuente, 15 Garbajosa, All. Mario Pesquera                                     |
| 8. | Cina                | Cina4 Chen, 5 Liu, 6 Zhang Y., 7 Guo, 8 Zhu, 9 Zhang J., 10 Li, 11 Yi, 12 Mo, 13 Yao, 14 Mengke, 15 Du, All. Del Harris                                                                                 |
| 9. | Australia           | Australia4 Ronaldson, 5 Maher, 6 Bogut, 7 Cattalini, 8 Rillie, 9 Bruton, 10 Smith, 11 Heal, 12 Saville, 13 Andersen, 14 Nielsen, 15 Rogers, All. Brian Goorjian                                         |
| 10. | Nuova Zelanda       | Nuova Zelanda4 Dickel, 5 Winitana, 6 Penney, 7 Henare, 8 Jones, 9 Olson, 10 Boucher, 11 Cameron, 12 Marks, 13 Book, 14 Bradshaw, 15 Rampton, All. Tab Baldwin                                           |
| 11. | Serbia e Montenegro | Serbia e Montenegro4 Bodiroga, 5 Popović, 6 Ostojić, 7 Radmanović, 8 Rakočević, 9 Šćepanović, 10 Avdalović, 11 Drobnjak, 12 Krstić, 13 Vujanić, 14 Tomašević, 15 Pavlović, All. Željko Obradović        |
| 12. | Angola              | Angola4 Cipriano, 5 Costa, 6 Â. Victoriano, 7 Monteiro, 8 E. Victoriano, 9 Carvalho, 10 Gomes, 11 Muzadi, 12 Moussa, 13 Almeida, 14 Lutonda, 15 Mingas, All. Mário Palma                                |